# Сварківська сільська рада
Сварківська́ сільська́ ра́да — колишній орган місцевого самоврядування у Глухівському районі Сумської області. Адміністративний центр — село Сваркове.

## Загальні відомості
- Населення ради: 933 особи (станом на 2001 рік)

## Населені пункти
Сільській раді підпорядковані населені пункти:
- с. Сваркове

## Склад ради
Рада складається з 16 депутатів та голови.
- Голова ради: Матвієнко Юрій Вікторович
- Секретар ради: Коткова Людмила Григорівна

### Керівний склад попередніх скликань
| Прізвище, ім'я, по батькові | Основні відомості                                                               | Дата обрання | Дата звільнення |
| --------------------------- | ------------------------------------------------------------------------------- | ------------ | --------------- |
| Матвієнко Юрій Вікторович   | Сільський голова, 1972 року народження, освіта середня спеціальна, безпартійний | 26.03.2006   | 31.10.2010      |
| Матвієнко Юрій Вікторович   | Сільський голова, 1972 року народження, освіта середня спеціальна, безпартійний | 31.10.2010   |                 |

Примітка: таблиця складена за даними сайту Верховної Ради України